# Günther Viezenz
Günther Viezenz (* 1. Februar 1921 in Göhlenau; † 14. Januar 1999 in Köln) war ein deutscher Offizier, zuletzt Oberst der Bundeswehr. Hinsichtlich Panzervernichtungsabzeichen (21 vernichtete Panzer) war er der höchstdekorierte Soldat der Wehrmacht.

## Leben
Viezenz kämpfte im Zweiten Weltkrieg und wurde am 7. Januar 1944 als Oberleutnant und Chef der 10. Kompanie des Grenadier-Regiments 7 der 252. Infanterie-Division mit dem Ritterkreuz des Eisernen Kreuzes ausgezeichnet. Den Krieg beendete er als Hauptmann.
Am 1. April 1956 trat Viezenz der Bundeswehr bei. Von 1971 bis 1974 war er als Oberst Stellvertretender Kommandeur der Panzerbrigade 21. Als Nachfolger des Brigadegenerals Werner Krieger wurde er am 1. Oktober 1975 Inspizient Infanterie im Heeresamt Köln in der Dienststellung als General der Infanterie und blieb dies bis 31. März 1981.
Am 31. Januar 1980 wurde Viezenz mit dem Verdienstkreuz 1. Klasse der Bundesrepublik Deutschland ausgezeichnet.
Er war auch Chefredakteur der Zeitschrift Wehrausbildung.

## Auszeichnungen
- Infanteriesturmabzeichen in Silber
- 5 Panzervernichtungsabzeichen[1]
  - 1 Silber
  - 4 Gold
- Eisernes Kreuz (1939) II. und I. Klasse
- Ritterkreuz des Eisernen Kreuzes am 7. Januar 1944